# Acridotarsa conglomerata
Acridotarsa conglomerata är en fjärilsart som beskrevs av Edward Meyrick 1922. Acridotarsa conglomerata ingår i släktet Acridotarsa och familjen äkta malar. Inga underarter finns listade i Catalogue of Life.